# Château de Salettes
 (mars 2016).
Si vous disposez d'ouvrages ou d'articles de référence ou si vous connaissez des sites web de qualité traitant du thème abordé ici, merci de compléter l'article en donnant les références utiles à sa vérifiabilité et en les liant à la section « Notes et références ».
Le château de Salettes est un château qui se dresse sur la commune française de Cahuzac-sur-Vère dans le département du Tarn, en région Occitanie. Ses premières constructions datent du XIIIe siècle.

## Situation
Le château de Salettes est situé dans le département français du Tarn sur la commune de Cahuzac-sur-Vère. Il domine la vallée de la Sodrome et fait face au château de Mauriac.

## Historique
Les premières constructions datent du XIIIe siècle. Salettes apparaît dans les textes dès 1252 pour sa participation à la construction de la cathédrale Sainte-Cécile à Albi. L’église associée apparaît en 1271 sous le nom de « Saint-Saturnin de Salettes ».
Le domaine passa ainsi dans la sous branche des seigneurs de Puechmignon, seconde maison des Lautrec. Le château resta durant le XVe siècle la propriété des Lautrec. Au XVIe siècle, Hugues III de Toulouse-Lautrec négocia toute une partie de la seigneurie de Salettes à Pierre d’Hautpoul, conseiller au parlement de Toulouse. Sa famille, issue de Mazamet, chassée par Simon de Montfort, émigra à Rennes-Les-Bains. Par son acquisition, Pierre d’Hautpoul fut le fondateur de la branche des Hautpoul-Salettes.
Le futur général d’Empire Jean Joseph Ange d'Hautpoul naquit dans le château en 1754. En 1885, la famille d’Hautpoul vendit le château de Salettes, qui passa ensuite dans les mains de différents propriétaires.
En novembre 1994, Roger Paul Le Net achète pour la qualité de son terroir les vignes de Salettes avec le château alors en ruines. En décidant de créer un hôtel restaurant, il a voulu retrouver la structure d’origine et l’allier au design de notre temps. En juillet 1999, débute une nouvelle page de l’histoire du château.[pas clair]